# 10103 Jungfrun
10103 Jungfrun är en asteroid i huvudbältet som upptäcktes den 29 februari 1992 i samband med det svenska projektet UESAC. Den fick den preliminära beteckningen 1992 DB9 och namngavs senare efter Jungfrun, den största rauken på Gotland, i Lickershamn.
Jungfruns senaste periheliepassage skedde den 12 oktober 2019.[Uppdatering behövs]